# Дячкин, Григорий Андреевич
Григорий Андреевич Дячкин (1756—1819) — русский военный, генерал-майор.
Был участником войны против турок (дважды), шведов, поляков, командовал полком в Отечественную войну 1812 года. Полком командовал и его брат, тоже генерал, тоже герой Отечественной войны — Иван Андреевич Дячкин.

## Биография
Родился в 1756 году (по другим данным в 1755 году). «Из штаб-офицерских детей Войска Донского г. Черкасска».
1 января 1773 года вступил в службу казаком, за отличие в делах против турок в 1774 году был произведён в есаулы. В 1778 году — войсковой старшина.
С 1779 года командовал казачьим полком, 15 июля 1788 года получил чин казачьего полковника. В 1789 году воевал со шведами. За отличие в польской кампании 1794 года был награждён орденом Св. Владимира 4-й степени с бантом.
15 июля 1798 года Дячкин получил чин армейского полковника, затем находился на Дону при Войске Донском, участвовал в боях с горцами Кавказа. С 1798 по 1811 годы находился при Войске, а затем принял полк Иловайского 2-го.
В 1811—1812 годах сражался с турками на балканском театре военных действий.
В кампанию 1812 находился в составе 3-й Обсервационной, затем — 3-й Западной армии, участвовал во многих схватках с неприятелем, особо отличился 8 октября в Слонимском деле при разгроме 3-го (литовского) шеволежерского полка Императорской гвардии французов, ранил пикой и взял в плен его командира — генерала Яна Конопку. Позднее участвовал в боях на реке Березина, при движении российских войск к западным границам империи командовал тремя казачьими полками.
16 июня 1813 года Григорий Дячкин был произведён в генерал-майоры со старшинством от 14.11.1812 года.
В январе 1813 года был уволен в отпуск на Дон для излечения от болезни, где и умер 3 января 1819 года.
Был женат на сестре генерал-лейтенанта, первого начальника Донской артиллерии, героя Отечественной войны 1812 года Акима Акимовича Карпова — Марфе Акимовне Карповой.

## Награды
- Награждён российскими орденами Св. Владимира 4-й степени, Св. Владимира 3-й степени, Св. Анны 2-й степени; прусским орденом Pour le Mérite; Золотой саблей «За храбрость».

## Память
- Именем Григория Дячкина был назван один из Донских полков.
- В начале июня 2013 года в слободе Дячкино Тарасовского района Ростовской области завершились археологические раскопки, в ходе которых в фамильном склепе при церкви Трёх Святителей были обнаружены места захоронений знаменитых казачьих военачальников — Н. Кумшацкова, Г. Дячкина, А. Карпова, а также легендарного сподвижника А. Суворова — героя войны 1812 года П. Грекова 8-го. Инициатором многомесячной экспедиции стал известный Каменский историк-краевед А. Чеботарёв[3].